# زیردریایی آلاگی
زیردریایی آلاگی (به انگلیسی: Italian submarine Alagi) یک زیردریایی بود که طول آن ۶۰٫۱۸ متر (۱۹۷ فوت ۵ اینچ) بود. این زیردریایی در سال ۱۹۳۶ ساخته شد.